# Vicente Flor Bustos
Vicente Flor Bustos, (nacido el 3 de noviembre de 1987) es un futbolista español, retirado voluntariamente en abril de 2016 mientras jugaba como portero en la Unión Deportiva Alzira, en la Tercera División valenciana.

## Trayectoria
Guardameta formado en la cantera del Villarreal CF que tiene unos reflejos extraordinarios debajo de los palos. Además, se muestra muy seguro en las salidas y posee un buen desplazamiento de balón con los pies. Debutó en segunda división el día 13/02/10 en el Estadio Rico Pérez contra el Hércules de Alicante Club de Fútbol.

## Clubes
| Club                     | País   | Año       |
| ------------------------ | ------ | --------- |
| Pego CF (cedido)         | España | 2006-2007 |
| Villarreal CF C          | España | 2007      |
| Villarreal CF B          | España | 2007-2011 |
| Huracán Valencia CF      | España | 2011-2012 |
| UD Alzira                | España | 2012-2013 |
| Ontinyent Club de Futbol | España | 2013      |
| UD Alzira                | España | 2014-2016 |